# Striatoidium
Striatoidium is een monotypisch geslacht van schimmels behorend tot de familie Erysiphaceae. Het bevat alleen de soort Striatoidium jaborosae.